# Millettia bussei
Millettia bussei é uma espécie vegetal da família Fabaceae.
Pode ser encontrada nos seguintes países: Moçambique e Tanzânia.